# Tevfik Altındağ
Tevfik Altındağ (Böblingen, 26 ottobre 1988) è un calciatore turco, centrocampista svincolato.

## Palmarès

### Club

#### Competizioni nazionali
- TFF 1. Lig: 1

Adanaspor: 2015-2016